# مونتیسلو (میسوری)
مونتیسلو (به انگلیسی: Monticello) یک روستا (ایالات متحده آمریکا) در ایالات متحده آمریکا است که در شهرستان لویس، میزوری واقع شده‌است.
 مونتیسلو ۰٫۶۸ کیلومتر مربع مساحت و ۹۸ نفر جمعیت دارد و ۱۹۵ متر بالاتر از سطح دریا واقع شده‌است.